# Tomasz Pindel
Tomasz Pindel (ur. 1976) – polski tłumacz literatury hiszpańskojęzycznej, pisarz i wykładowca.
W latach 2002–2012 pracownik naukowy Uniwersytetu Jagiellońskiego (Katedra Ameryki Łacińskiej w Instytucie Amerykanistyki i Studiów Polonijnych), a od 2018 adiunkt Uniwersytetu Pedagogicznego w Krakowie (Katedra Literatury, Historii i Kultury Hiszpańskiego Obszaru Językowego).
Razem z Szymonem Kloską prowadzi program „Piątka z literatury” w RMF Classic.
Otrzymał Nagrodę za Tłumaczenie Literackie za przekład Noc jest dziewicą Jaimego Baylyʼego. Nagrodę przyznaje każdego roku polski oddział Instytutu Cervantesa za najlepsze tłumaczenie literatury hiszpańskojęzycznej. Za książkę Mario Vargas Llosa. Biografia uhonorowany został Nagrodą Krakowska Książka Miesiąca Grudnia 2014 przyznawaną przez Śródmiejski Ośrodek Kultury w Krakowie. W 2024 został nominowany do Nagrody im. Ireny Tuwim.

## Publikacje
- Zjawy, szaleństwo i śmierć: fantastyka i realizm magiczny w literaturze hispanoamerykańskiej, Towarzystwo Autorów i Wydawców Prac Naukowych „Universitas”, Kraków, 2004 (ISBN 978-83-242-2630-6)
- Czy to się nagrywa?, Świat Książki, Warszawa 2011 (ISBN 978-83-7799-017-9)
- Mario Vargas Llosa. Biografia, Wydawnictwo Znak, Kraków 2014 (ISBN 978-83-240-3179-5)
- Realizm magiczny. Przewodnik (praktyczny), Towarzystwo Autorów i Wydawców Prac Naukowych „Universitas”, Kraków, 2014 (ISBN 978-83-242-2649-8)
- Za horyzont. Polaków latynoamerykańskie przygody, Wydawnictwo Znak, Kraków 2018 (ISBN 978-83-240-5414-5)
- Historie fandomowe, Wydawnictwo Czarne, Wołowiec 2019 (ISBN 978-83-8049-886-0)
- Śmierć i inni święci. Ameryka Łacińska i jej wierzenia, Wydawnictwo W.A.B. 2025 (ISBN 978-83-8387-452-4)

## Tłumaczenia
- Krople światła (Rafael Marin)
- Najlepsze, co może się przydarzyć rogalikowi (Pablo Tusset)
- Rosario Tijeras (Jorge Franco Ramos)
- Lot królowej (Thomas Eloy Martinez)
- W poszukiwaniu jednorożca (Juan Eslava Galán)
- Paraíso travel (Jorge Franco Ramos)
- Śmierć na ulicy Unzueta (Edmundo Paz Soldán)
- Noc jest dziewicą (Jaime Bayly)
- Przekład (Pablo de Santis)
- Wstyd (Santiago Roncagliolo)
- Iacobus (Matilde Asensi)
- Teatr pamięci (Pablo de Santis)
- Kredożercy (Oscar Aibar)
- Kaligraf Woltera (Pablo de Santis)
- Ogrody Kensington (Rodrigo Fresán)
- Czerwony kwiecień (Santiago Roncagliolo)
- Auschwitz (Gustavo Nielsen)
- Mnie nie kupisz (Martín Casariego)
- Gorączka w Hawanie (Leonardo Padura)
- Sherlock Holmes i mądrość umarłych (Rodolfo Martínez)
- Dzicy detektywi (autor Roberto Bolaño)
- Rozmowy telefoniczne. Opowiadania (autor Roberto Bolaño)
- Trzy opowieści (autor César Aira)[6]